# Disca thailandi
Disca thailandi là một loài bướm đêm thuộc họ Erebidae. Nó được tìm thấy ở giữa-miền tây Thái Lan.
Sải cánh dài 11–13 mm. Cánh trước khá rộng và màu nâu hơi xám. Cánh sau nâu hơi xám phía dưới nâu hơi xám đồng nhất.